# Jürgen Jost
Jürgen Jost (Münster, 9 de junho de 1956) é um matemático alemão, especialista em geometria. É desde 1996 diretor do Instituto Max Planck de Matemática nas Ciências em Leipzig.

## Vida e obra
Começou a estudar matemática, física, economia e filosofia em 1975. Obteve um doutorado em 1980 na Universidade de Bonn, orientado por Stefan Hildebrandt, onde obteve em 1984 a habilitação. Em seguida foi professor da Universidade do Ruhr em Bochum.
Recebeu o Prêmio Gottfried Wilhelm Leibniz de 1993.
Foi palestrante convidado do Congresso Internacional de Matemáticos em Berkeley (1986: Two dimensional geometric variational problems). É fellow da American Mathematical Society.

## Publicações
- Harmonic mappings between Riemannian manifolds, ANU press, Canberra, 1983
- Harmonic maps between surfaces, Springer LNM 1062, 1984, ISBN 978-3-540-13339-1, doi:10.1007/BFb0100160
- Nonlinear methods in complex geometry, Birkhäuser, Basel, Boston, series: DMV seminars, vol. 10, 1988; 2nd Edition 1991
- Two dimensional geometric achieved problem, Wiley-InterScience, Chichester, 1991, ISBN 978-0471928393
- Differential Geometry and Minimal Surfaces, Springer, 1994; 2nd Edition 2007 (with J-H. Eschenburg), ISBN 978-3-540-22227-9, doi:10.1007/978-3-540-68293-6
- Riemannian Geometry and Geometric Analysis, Springer, 1995; 7th Edition 2017, ISBN 978-3-319-61859-3
- Compact Riemann Surfaces, Springer, 1997. 3rd Edition 2006, ISBN 978-3-540-33065-3, doi:10.1007/978-3-540-33067-7
- Postmodern Analysis, Springer, 1905, 3rd Edition 2005, ISBN 978-3-540-25830-8, doi:10.1007/3-540-28890-2
- A mathematical introduction to string theory - achieved problem, geometric and probabilistic methods (with S. Albeverio, S. Paycha S. Scarlatti), London math. Soc., lecture note series 225, Cambridge Univ. Press, 1997, ISBN 978-0521556101
- Calculus of Variations (with x. Li-Jost), Cambridge Univ. Press, 1998, ISBN 978-0521057127
- Nonpositive curvature: geometric and analytic aspects, (lectures in mathematics: ETH Zurich), Birkhäuser-Verlag, Basel, 1997, ISBN 978-3764357368
- Partial Differential Equations, Springer, 1998, ISBN 978-3-540-64222-0, doi:10.1007/978-3-642-58888-4
- Bosonic Strings: A mathematical treatment, AMS international press, 2001
- Partial Differential Equations, Springer, 2002, 3rd Edition in 2013, ISBN 978-1-4614-4808-2, doi:10.1007/978-1-4614-4809-9
- Dynamical Systems. Examples of complex behaviour, Springer, 2005, ISBN 978-3-540-22908-7, doi:10.1007/3-540-28889-9
- Geometry and Physics, Springer, 2009, ISBN 978-3-642-00540-4, doi:10.1007/978-3-642-00541-1